# Middlesex (Vermont)
Middlesex és una població dels Estats Units a l'estat de Vermont. Segons el cens del 2000 tenia 1.729 habitants.

## Demografia
Segons el cens del 2000, Middlesex tenia 1.729 habitants, 663 habitatges, i 485 famílies. La densitat de població era de 16,8 habitants per km².
Per edats la població es repartia de la següent manera: un 26,5% tenia menys de 18 anys, un 6,4% entre 18 i 24, un 30,5% entre 25 i 44, un 29,7% de 45 a 60 i un 6,8% 65 anys o més.
L'edat mediana era de 39 anys. Per cada 100 dones de 18 o més anys hi havia 95,7 homes.
La renda mediana per habitatge era de 51.765 $ i la renda mediana per família de 58.527 $. Els homes tenien una renda mediana de 37.083 $ mentre que les dones 30.147 $. La renda per capita de la població era de 22.965 $. Entorn del 4,3% de les famílies i el 6,2% de la població estaven per davall del llindar de pobresa.